# گورستان گریس‌لند
گورستان گریس‌لند (انگلیسی: Graceland Cemetery)
یک قبرستان بزرگ از دوره ویکتوریا است که در منطقه شمال در شهر شیکاگو، ایلینوی، ایالات متحده واقع شده‌است. ورودی اصلی آن در سال ۱۸۶۰ تأسیس شد. این گورستان ۱۲۱ هکتار مساحت دارد.